# Dawson isla 10 (libro)
Dawson isla 10 es un libro testimonial escrito por el ingeniero y político chileno Sergio Bitar, publicado en 1987 por la editorial Pehuén. El libro, que inicia con el día del golpe de Estado en Chile de 1973, describe la detención como presos políticos de Bitar y otros miembros relevantes del gobierno de la Unidad Popular de Salvador Allende, primero en la Escuela Militar, y posteriormente en el Campo de Concentración de Isla Dawson, ubicado en la Isla Dawson junto al estrecho de Magallanes, en la zona austral del país.

## Versión cinematográfica
En el año 2009, el cineasta Miguel Littín estrenó la película con el mismo nombre, Dawson. Isla 10, protagonizada por el actor Benjamín Vicuña, como Sergio Bitar.